# Keltenmuseum Hallein

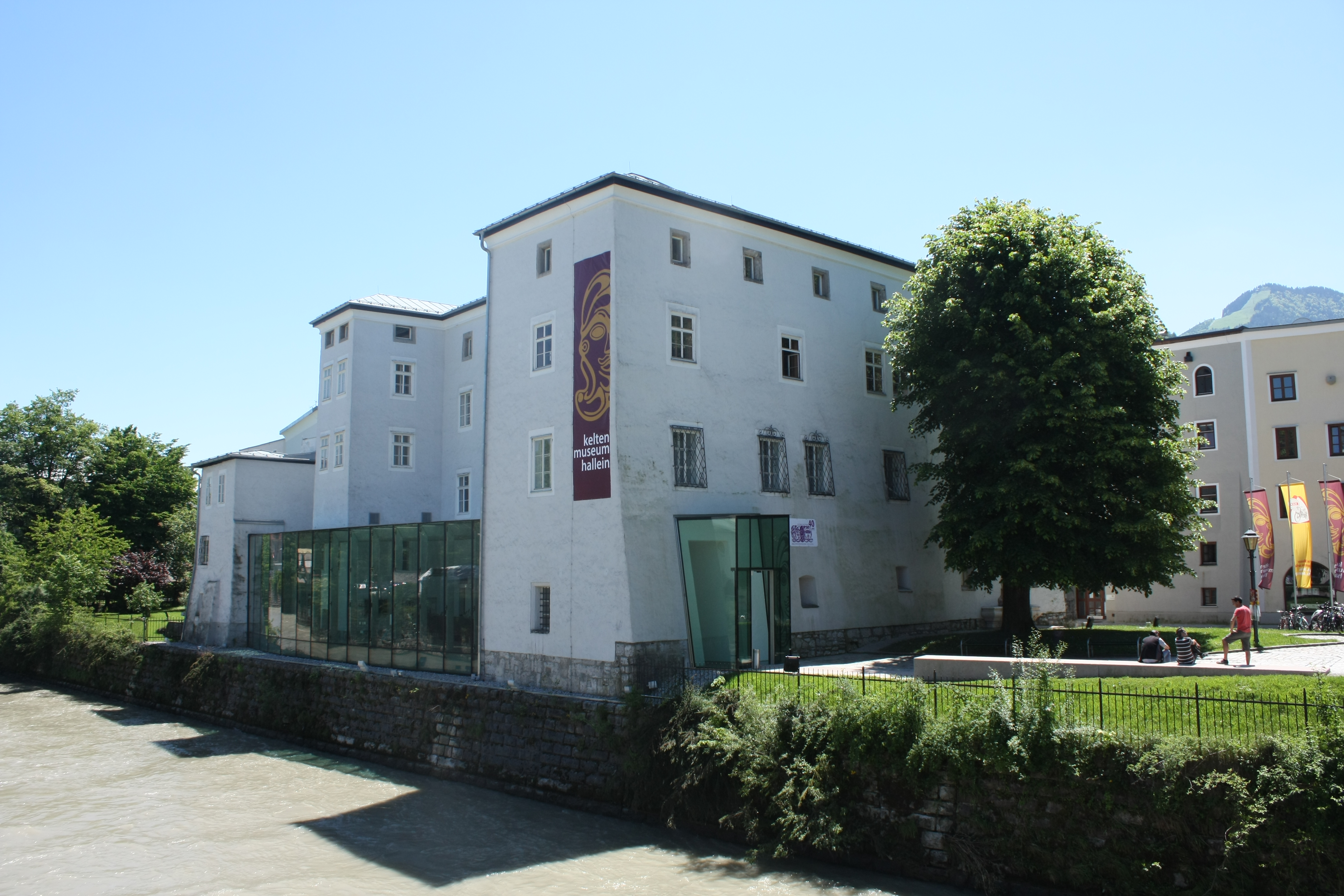
Keltenmuseum Hallein an der Salzach

Das Keltenmuseum Hallein steht direkt an der Salzach am Pflegerplatz Nr. 5 in der Stadtgemeinde Hallein im  Land Salzburg. Das Museum, seit 2012 dem Salzburg Museum zugehörig, beinhaltet eine bedeutende Sammlung zur Keltischen Kunst und zur historischen Salzgewinnung am Dürrnberg. Das Gebäude der ehemaligen Salinenverwaltung steht unter Denkmalschutz (Listeneintrag).

## Geschichte
Unter Fürsterzbischof Guidobald von Thun und Hohenstein wurde 1654 am Halleiner Pflegerplatz ein neues Gebäude für die Salinenverwaltung mit Salzverweseramt, Bau-, Pfannhaus- und Grießamt errichtet. Für die Besuche des Fürsterzbischofs und anderer hoher Gäste wurden im obersten Stockwerk drei Fürstenzimmer eingerichtet. Diese waren mit einer tapetenartig bemalten Leinwandbespannung und mit 73 Szenen aus dem Salinenbetrieb (in Rokokorahmen) ausgestattet. Diese Gemälde stammen vom Maler Benedikt Werkstätter aus dem Jahre 1757 und wurden 1949–1951 restauriert.
Das Keltenmuseum ging aus dem 1882 gegründeten Stadtmuseum Hallein hervor. Dieses war ursprünglich im örtlichen Bürgerspital, ab 1930 im Rathaus und ab 1952 in einem Torbau der Stadtbefestigung untergebracht. Im Jahr 1970 erfolgte – einhergehend mit der Umbenennung in Keltenmuseum – die Übersiedlung in das zur Mitte des 17. Jahrhunderts erbaute, ehemalige Amtsgebäude der Saline am Pflegerplatz.
Nach einem Umbau des Gebäudes wurde dafür 2004 das Architekturbüro HALLE 1 mit dem Architekturpreis des Landes Salzburg geehrt.

### Museumsleitung
- 1985–2009 Kurt Zeller
- 2010–2011 Stefan Moser
- seit 2012 Florian Knopp

## Bestand
Auf rund 3000 m² Ausstellungsfläche zeigt das Keltenmuseum Ausstellungsstücke zu den Themenbereichen Kelten, Salz und zum Weihnachtslied Stille Nacht, heilige Nacht.

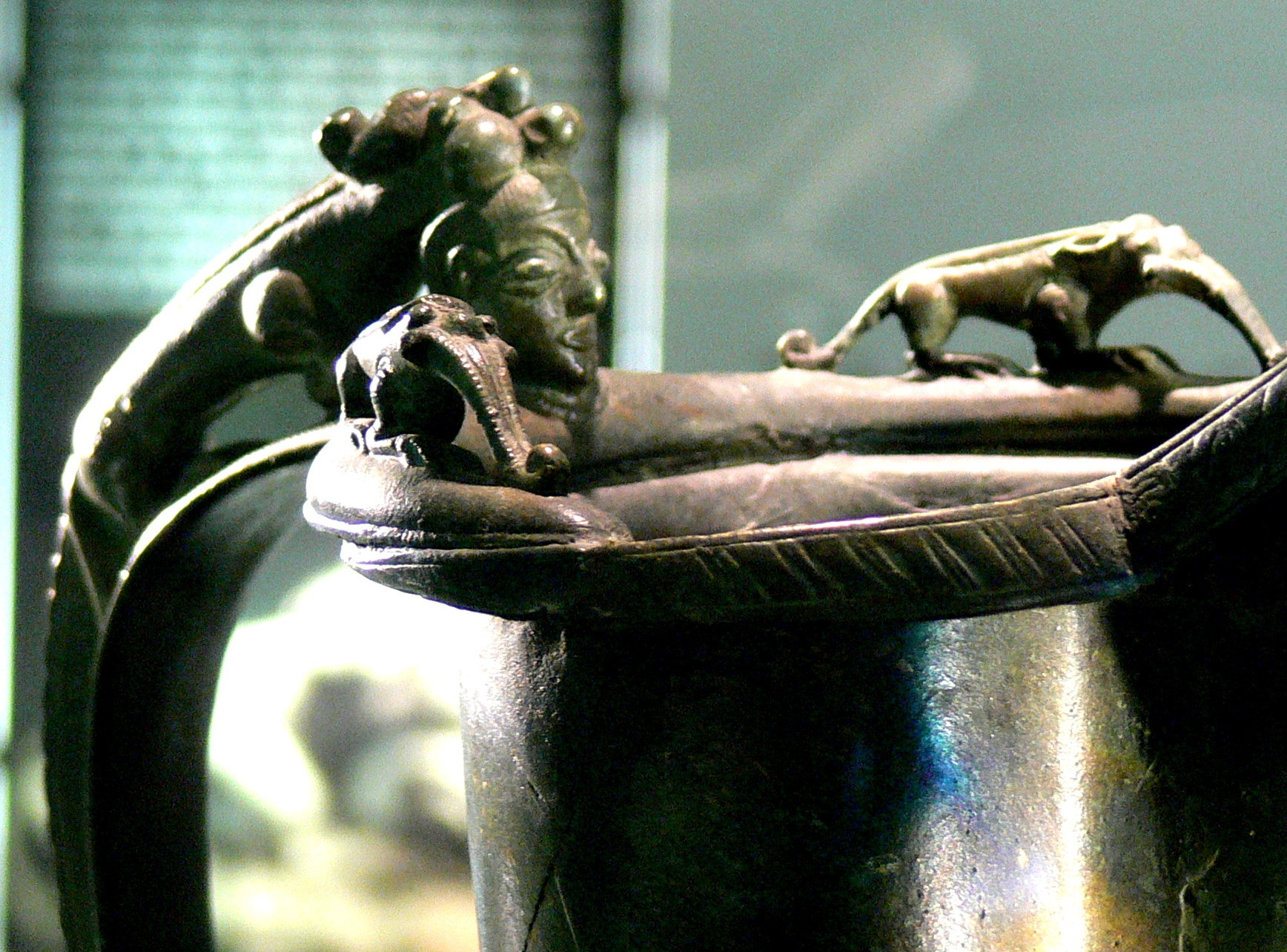
Detail der Dürrnberger Schnabelkanne aus dem 5. Jh. v. Chr.

Das Museum verwahrt alle seit 1949 gehobenen Grabfunde am Dürrnberg. Als ein Prunkstück der Ausstellung gilt die Grabausstattung eines keltischen Stammesführers, der in einer hölzernen Kammer auf einem zweirädrigen Streitwagen liegend bestattet worden war. Die unversehrte Grabstätte stammt aus der zweiten Hälfte des 5. Jahrhunderts v. Chr. und wurde 1959 auf der Hochfläche des Mosersteins gefunden. Als weiteres Highlight wird die aus dem 5. Jahrhundert vor Chr. stammende Dürrnberger Schnabelkanne gewertet.
Neben Einblicken in die historische Salzproduktion und Vertriebsorganisation zeigt das Keltenmuseum in den Fürstenzimmern im zweiten Obergeschoß die Bilder von Werkstätter, die dieser 1757 im Auftrag des Erzbischofs Sigismund von Schrattenbach anfertigte und auf denen alle mit der Salzgewinnung in Zusammenhang stehenden Arbeiten dargestellt werden.

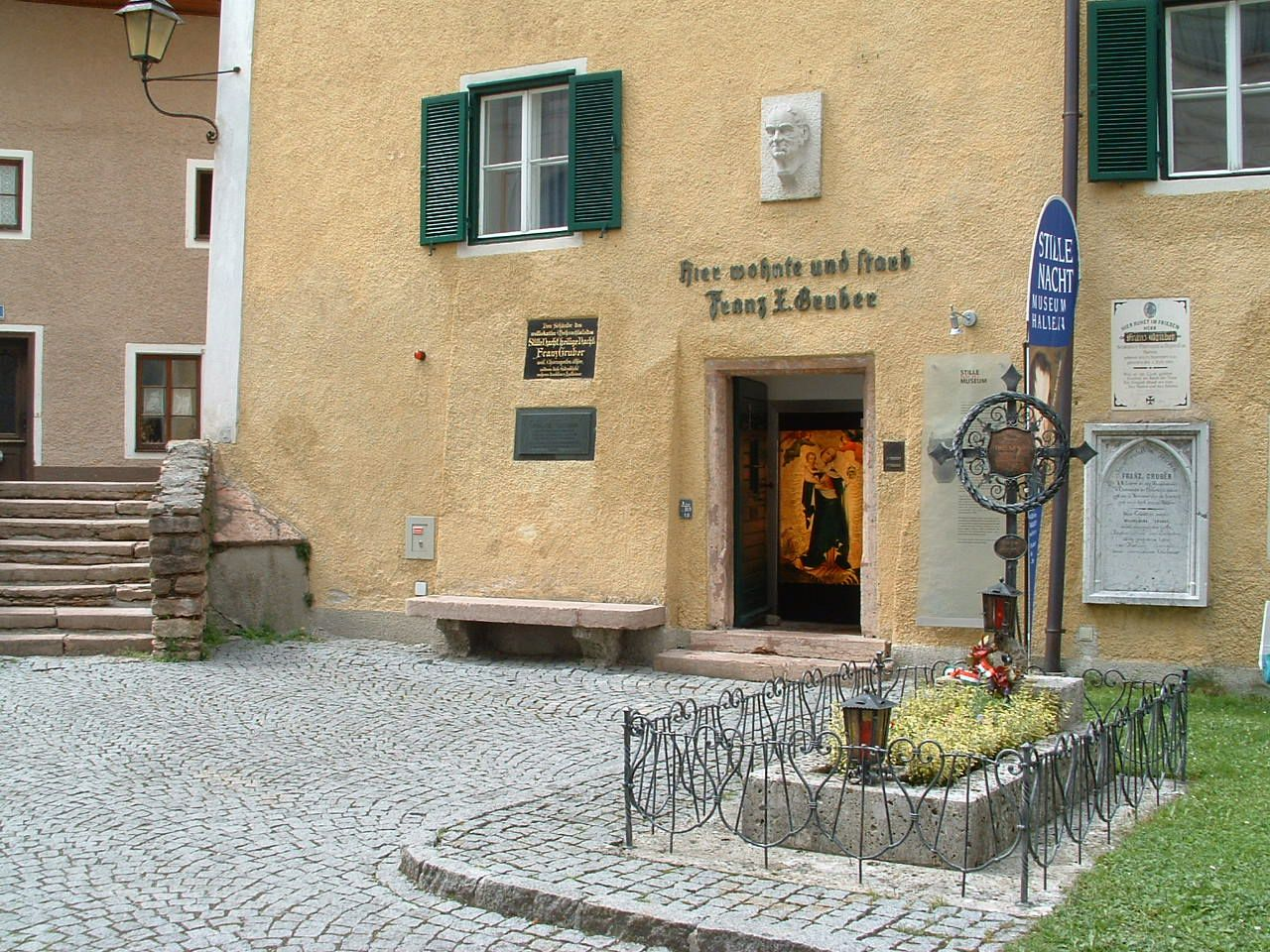
Eingang zum Stille-Nacht-Museum

Das zum Keltenmuseum gehörige Stille-Nacht-Museum ist im ehemaligen Wohnhaus des Komponisten Franz Xaver Gruber untergebracht und zeigt neben seinem Porträt Originalmobiliar und persönliche Gegenstände aus seinem Nachlass; darunter jene Gitarre, mit der Joseph Mohr am 24. Dezember 1818 die Uraufführung des Liedes in der heute nicht mehr existierenden Kirche in Oberndorf bei Salzburg begleitete. Das dazugehörige Stille-Nacht-Archiv ist eine umfangreiche Sammlung von weiteren Kompositionen des Musikers.

## Tätigkeiten
Das Museumspädagogik zielt besonders auf Kinder des Vor- und Volksschulalters. Angeboten wird eine Reihe an attraktiven altersgemäßen Vermittlungsprogrammen für Gruppen, die eine aktive Teilnahme der Kinder voraussetzen.
Die archäologische Betreuung des Dürrnbergs oblag von 1985 bis 2012 dem im Museum ansässigen Österreichischen Forschungszentrum Dürrnberg. Nach Auflösung des Forschungszentrums und einer Neuorganisation der wissenschaftlichen Belange des Keltenmuseums liegt die Betreuung der archäologischen Sammlung und die wissenschaftliche Leitung der Dürrnberger Altertumskunde seit 2013 in Händen der Dürrnbergforschung. Sie beschäftigt sich hauptsächlich mit der systematischen Erforschung der Fundstätten sowie mit den Aufgaben der Bodendenkmalpflege, zu denen kurzfristige Rettungsmaßnahmen ebenso zählen wie größere Forschungsprojekte.
Zur Dokumentation der Halleiner Ortsgeschichte wird die einheimische Bevölkerung mittels spezieller Veranstaltungsangebote eingeladen, ihre Erinnerungen an das Leben in der Stadt als Material zur Archivierung dem Museum zur Verfügung zu stellen.
Seit 2006 gibt es den Museumsverein Celtic Heritage – Freunde des Keltenmuseums Hallein.
Sonderausstellungen

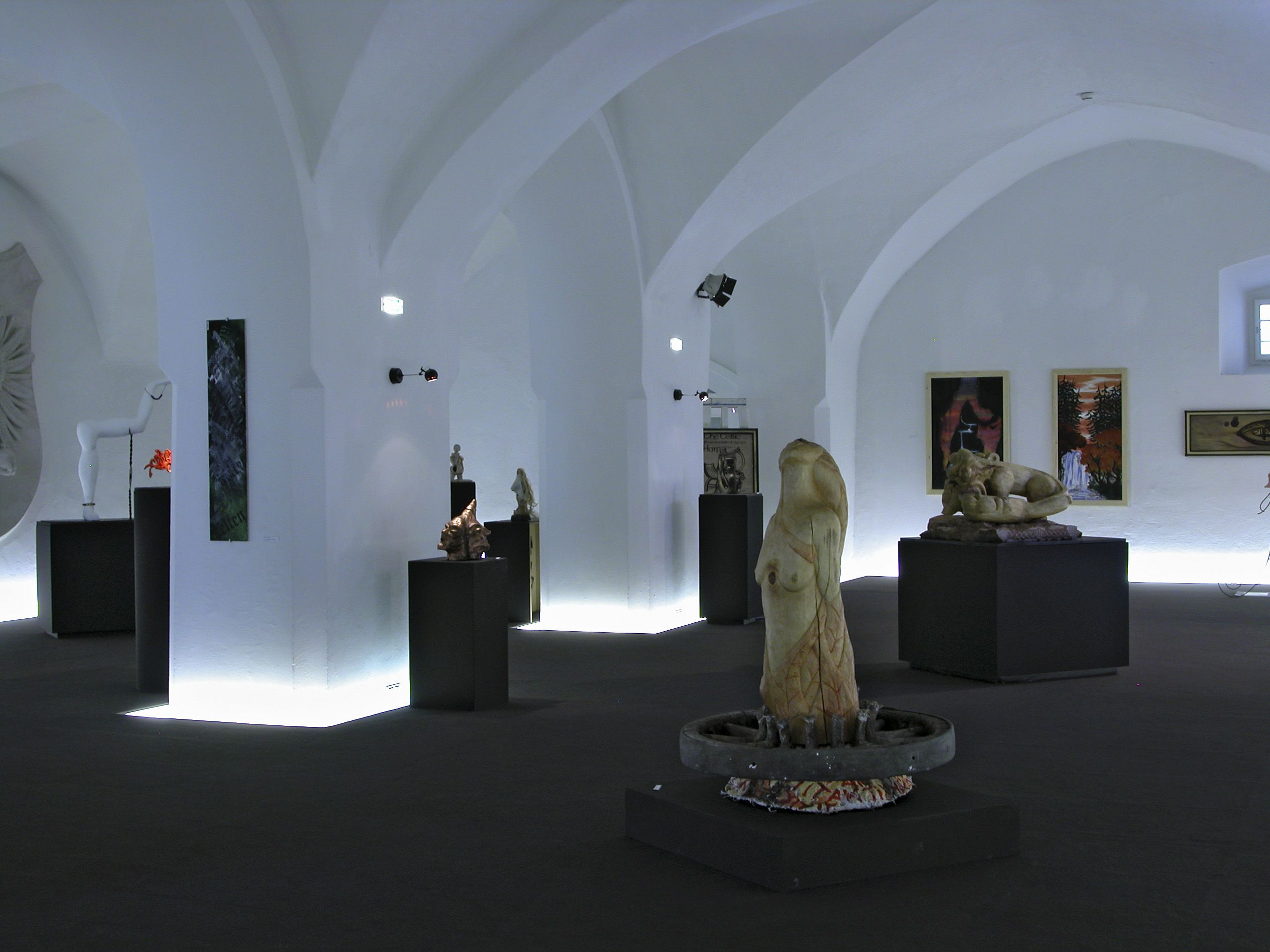
Bildhauerschule Hallein. Keltenausstellung 2005

Zu den zahlreichen Sonderausstellungen zählen
- 1980 Salzburger Landesausstellung Die Kelten in Mitteleuropa
- 2005 Kelten am Dürrnberg Bildhauerschule Hallein. Objekte und Bilder
- 2006 NS-Euthanasie im Land Salzburg
- 2010 Gefundene Kelten – erfundene Kelten
- 2013 Kartenspiele und Spielkarten aus Salzburg
- 2014 Wirklich wichtig – Archäologische Highlights erzählen ihre Geschichte
- 2018 Die Himmelsscheibe von Nebra – Aus der Tiefe geboren

Daneben gibt es eine Reihe mit Sonderschauen zu unterschiedlichen Themen der Halleiner Stadtgeschichte.

## Wirtschaft und Marketing
Der Verein Österreichisches Forschungszentrum Dürrnberg wurde vom Bund, dem Land Salzburg, der Stadt Hallein und den Salinen Austria getragen.
Für die Besucher werden neben den Dauerausstellungen hauptsächlich Sonderführungen, Vorträge und andere Einzelveranstaltungen beworben. Eine Vereinbarung besteht mit dem Schaubergwerk Salzwelten Dürrnberg. Mit einer dortigen, nicht älter als sieben Tage alten Eintrittskarte ist der Besuch des Keltenmuseums gratis; umgekehrt gibt es beim Bergwerk eine entsprechende Vergünstigung (Stand Mai 2016).

## Auszeichnungen
- 1994 Österreichischer Bauherrenpreis 1994
- 2005 Österreichischer Museumspreis Förderpreis
- 2012 Österreichisches Museumsgütesiegel